# Febbre maculosa delle Montagne Rocciose
La febbre maculosa delle Montagne Rocciose è una malattia infettiva rara che colpisce uomini e animali. Diffusa soprattutto in America prende vari nomi quali "tifo da zecca", "febbre di San Paolo" o "febre maculosa" (Brasile) e "fiebre manchada" (Messico). È stata originariamente chiamata "morbillo nero" a causa della sua caratteristica eruzione cutanea. Si distingue dalla Febbre da zecca del Colorado (Colorado tick fever), che invece è causata dall'infezione virale da Coltivirus (appartenente alla famiglia dei Reoviridae), anch'essa trasmessa dal morso di una zecca.

## Epidemiologia
L'agente patogeno della malattia è Rickettsia rickettsii, un batterio intracellulare obbligato, di piccole dimensioni, Gram negativo, aerobio. Il contagio fra animali ed esseri umani avviene attraverso il morso e la permanenza prolungata (almeno 6 ore) di zecche della famiglia Ixodidae, in particolare Dermacentor variabilis (zecca del cane) e Dermacentor andersoni (zecca del legno).
La malattia è sostenuta dalla prima specie negli Stati Uniti lungo la costa Atlantica centro-meridionale e dalla seconda nella parte sud-occidentale del Canada e negli stati in cui insistono le Montagne Rocciose. Dagli anni '70 la sua incidenza è in costante aumento. La massima incidenza si verifica tra aprile e settembre, il periodo di massima attività delle zecche della famiglia Ixodidae che ne sono il vettore.

## Patogenesi
Penetrata nella circolazione sanguigna, R. rickettsii sfrutta la proteina A di membrana (OmpA) per aderire alle cellule endoteliali dalle quali viene endocitata. Dopo essere stata liberata dall'endotelio viene fagocitata dai macrofagi all'interno di fagolisosomi. Questo batterio è in grado di lisare questi organelli e riprodursi nel citoplasma e nel nucleo cellulare della cellula infetta. In seguito possono penetrare nelle cellule adiacenti grazie ai filopodi. Il risultato è un danno endoteliale che determina sia l'esantema tipico della patologia che l'efflusso di plasma nello spazio extravascolare che può causare ipovolemia ed insufficienza d'organo. L'immunità cellulo-mediata è essenziale per contenere l'infezione mentre l'immunità umorale ha un ruolo secondario dal momento che il batterio è un intracellulare obbligato.

## Clinica
I primi sintomi compaiono dopo un periodo di incubazione di 2-14 giorni, in media una settimana. 
I sintomi possono presentarsi gradualmente o improvvisamente e consistono in febbre alta, anoressia, cefalea, dolore muscolare, nausea, vomito, dolore addominale e diarrea. Nel 90% dei casi, dopo 3-5 giorni dall'esordio, compare un esantema maculare o maculo-papulare rosso cupo a polsi, braccia e caviglie che si diffonde in senso centripeto arrivando a coinvolgere anche il volto. Dopo alcuni giorni le macule evolvono in papule tendenti alla confluenza, poi in lesioni purpuriche e in petecchie emorragiche. Non sono infrequenti complicanze quali encefalite, polmonite, miocardite, insufficienza cardiaca, insufficienza respiratoria ed insufficienza renale. L'ostruzione vascolare può causare anche gangrena delle dita di mani o piedi, genitali e naso. Se non adeguatamente trattata la patologia porta al decesso nel 10-25% dei casi.

## Diagnosi

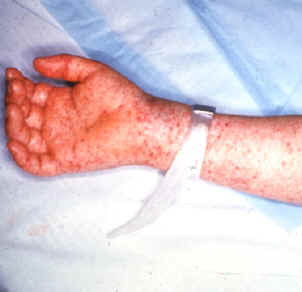
Eruzione cutanea petecchiale della Febbre maculosa delle Montagne Rocciose

La diagnosi può essere effettuata mediante una biopsia cutanea di una lesione seguita da colorazione con Giemsa o Gimenez ed esame microscopico al fine di evidenziare il batterio all'interno delle cellule infette; è inoltre possibile ricorrere all'impiego di anticorpi marcati con fluoresceina diretti contro antigeni di R. rickettsii.
I metodi diagnostici più utilizzati sono la PCR su sangue e l'immunofluorescenza indiretta volta a rilevare anticorpi diretti contro il lipopolisaccaride e altri antigeni specifici di membrana seguita da Western Blot per distinguere le singole specie. È possibile anche la coltura del batterio dopo prelievo di campioni di sangue o bioptici ma risulta più difficoltosa.

## Trattamento
La terapia è basata sulla somministrazione di doxiciclina per almeno 7 giorni, anche in caso di gravidanza, mentre farmaci di seconda linea sono la ciprofloxacina e il cloramfenicolo. L'antibioticoterapia va iniziata se si hanno fondati sospetti di rickettsiosi senza attendere l'esito degli esami sierologici o della PCR poiché farebbe perdere tempo prezioso riducendo la possibilità di una prognosi favorevole.

## Prognosi
Solitamente la malattia regredisce fino a scomparire in 2-3 settimane.